# Selenops baweka
Selenops baweka là một loài nhện trong họ Selenopidae.
Loài này phân bố ở Turks- en quần đảo Caicos.
Loài này thuộc chi Selenops. Selenops baweka được Sarah C. Crews miêu tả năm 2011.